# Barokní most (Brozánky)
Barokní most přes řeku Bílinu stojí v Brozánkách, části obce Řehlovice v okrese Ústí nad Labem a byl v roce 1994 prohlášen Ministerstvem kultury České republiky kulturní památkou České republiky.

## Historie
Kamenný obloukový most z konce 18. století byl původně postaven jako jednoobloukový most. V důsledku častých povodní byl rozšířen na současných pět oblouků. V roce 2002 byl při povodni poškozen. Most je uzavřen a provoz přesunut na vedlejší betonovou lávku.

## Popis
Barokní obloukový silniční kamenný most byl postaven ze smíšeného zdiva tj. lomového kamene a cihel. Pět mostních oblouků je položeno na čtyřech pilířích vyzděných z lomového kamene. Dva oblouky na levé pobřežní straně a jeden oblouk na pravé pobřežní straně slouží jako inundační. Mostovka tvořena z lomového kamene mírně stoupá a má vrchol nad středovým obloukem. Po stranách mostovky je zděné zábradlí kryté ležatými kvádry. Čela oblouků jsou vyzděna z opracovaných pískovcových kvádrů. Na návodní straně druhého pravobřežního pilíře se nachází ledolam.